# Ferdinand Stanislaus Pawlikowski
Ferdinand Stanislaus Pawlikowski (ur. 28 kwietnia 1877 w Wiedniu, zm. 31 lipca 1956 w Grazu) – austriacki duchowny katolicki, biskup Seckau.

## Życiorys
Urodził się 28 kwietnia 1877 roku w Wiedniu. 5 lipca 1903 roku przyjął święcenia kapłańskie. Od 1924 roku pełnił funkcję kapelana wojskowego 25 lutego 1927 roku został mianowany biskupem pomocniczym Seckau i biskupem tytularnym Dadimy. 27 marca przyjął sakrę z rąk kardynała Friedricha-Gustava Piffla, a 26 kwietnia został biskupem ordynariuszem Seckau. 7 grudnia 1953 roku zrezygnował z kierowania diecezją i został tytularnym arcybiskupem Velebusdus. Zmarł 31 lipca 1956 roku w Grazu.